# Cécile Delpirou
Cécile Delpirou (nascida a 23 de março de 1964) é uma política francesa que serve como deputada desde 2020.

## Juventude e carreira
Nasceu em Saint-Maur-des-Fossés, em Paris. Engenheira de profissão, Delpirou serviu na Confederação Francesa de Administração – Confederação Geral de Executivos enquanto trabalhava na fábrica da Whirlpool Corporation em Amiens.

## Carreira política
Nas eleições legislativas francesas de 2017, foi a candidata substituta de Barbara Pompili. Ela ingressou no Parlamento em agosto de 2020.